# Roberto Soldado
Roberto Soldado Rillo (* 27. Mai 1985 in Valencia) ist ein ehemaliger spanischer Fußballspieler.

## Karriere

### Vereine
Der Mittelstürmer kam im Jahr 2000 zu Real Madrid und spielte dort erfolgreich in diversen Nachwuchskategorien. In der Saison 2005/06 spielte er für die Zweitmannschaft der Madrilenen, Real Madrid Castilla, in der zweiten spanischen Liga und bestritt parallel dazu seine ersten Spiele für die Profimannschaft. Seine Torgefährlichkeit demonstrierte er sowohl in der zweiten Liga, in der er bis zum letzten Spieltag um die Torjägerkrone kämpfte, als auch in seinen Spielen für die erste Mannschaft, für die er sowohl in der Primera División, als auch in der Champions League traf.
In der Saison 2006/07 war er an den spanischen Erstligisten CA Osasuna verliehen. Nach der Saison kehrte er allerdings zu Real Madrid zurück. Nach einer Spielzeit, in der er nur selten zum Einsatz kam, wechselte Soldado im Sommer 2008 zum FC Getafe. Die Ablösesumme betrug vier Millionen Euro. Real Madrid sicherte sich ein Rückkaufrecht, von dem in der Folge jedoch kein Gebrauch gemacht wurde.
Zur Saison 2010/11 wechselte Soldado für eine Ablösesumme in Höhe von etwa zehn Millionen Euro in seine Geburtsstadt zum FC Valencia. Er unterschrieb einen Dreijahresvertrag und sollte den zum FC Barcelona gewechselten David Villa ersetzen. Am 2. April 2011 kehrte Soldado erstmals nach seinem Wechsel ins Coliseum Alfonso Pérez von Getafe zurück und schoss beim 4:2-Sieg des FC Valencia in der zweiten Halbzeit alle vier Tore seiner Mannschaft. Sein Jubel fiel aus Respekt vor seinem ehemaligen Verein verhalten aus. In der Spielzeit 2010/11 war er mit 18 Ligatoren der beste Schütze seiner Mannschaft. Dies war auch in der Spielzeit 2011/12 der Fall, in der er 17 Tore erzielte und die Zarra-Trophäe gewann. Ende Juni 2012 verlängerte er seinen Vertrag beim FC Valencia bis 2017. In der Saison 2012/13 stellte Soldado mit 24 Toren in 35 Ligaspielen einen neuen Karrierebestwert auf.
Zur Saison 2013/14 wechselte Soldado für rund 30 Millionen Euro zu Tottenham Hotspur in die Premier League. Dort brachte er es auf 76 Pflichtspiele, in denen er 16 Treffer erzielte und 11 weitere vorbereitete. Am 14. August 2015 kehrte Soldado nach Spanien zurück, wo er beim FC Villarreal einen Dreijahresvertrag unterschrieb. Zu Beginn der Saison 2016/17 erlitt er einen Kreuzbandriss und fiel die Hinrunde aus. Im Sommer 2017 schloss er sich Fenerbahçe Istanbul an. Nach zwei Jahren in der Türkei wechselte er zurück nach Spanien zum FC Granada.

### Nationalmannschaft
Roberto Soldado gewann mit Spanien die U-19-Europameisterschaft 2004. Am 2. Juni 2007 gab er gegen Lettland sein Debüt in Spaniens A-Nationalmannschaft. Nach fast fünf Jahren erstmals wieder in die Nationalmannschaft berufen, schoss Soldado am 29. Februar 2012 in einem Freundschaftsspiel gegen Venezuela seine ersten drei Länderspieltore. Trotz des verletzungsbedingten Ausfalls von David Villa wurde er jedoch überraschend nicht in den spanischen Kader für die Europameisterschaft 2012 berufen. Stattdessen wurde Álvaro Negredo nominiert.

### Erfolge/Titel
- U-19-Europameister: 2004
- Spanischer Meister: 2008